# 栃木県道・茨城県道147号小金井結城線

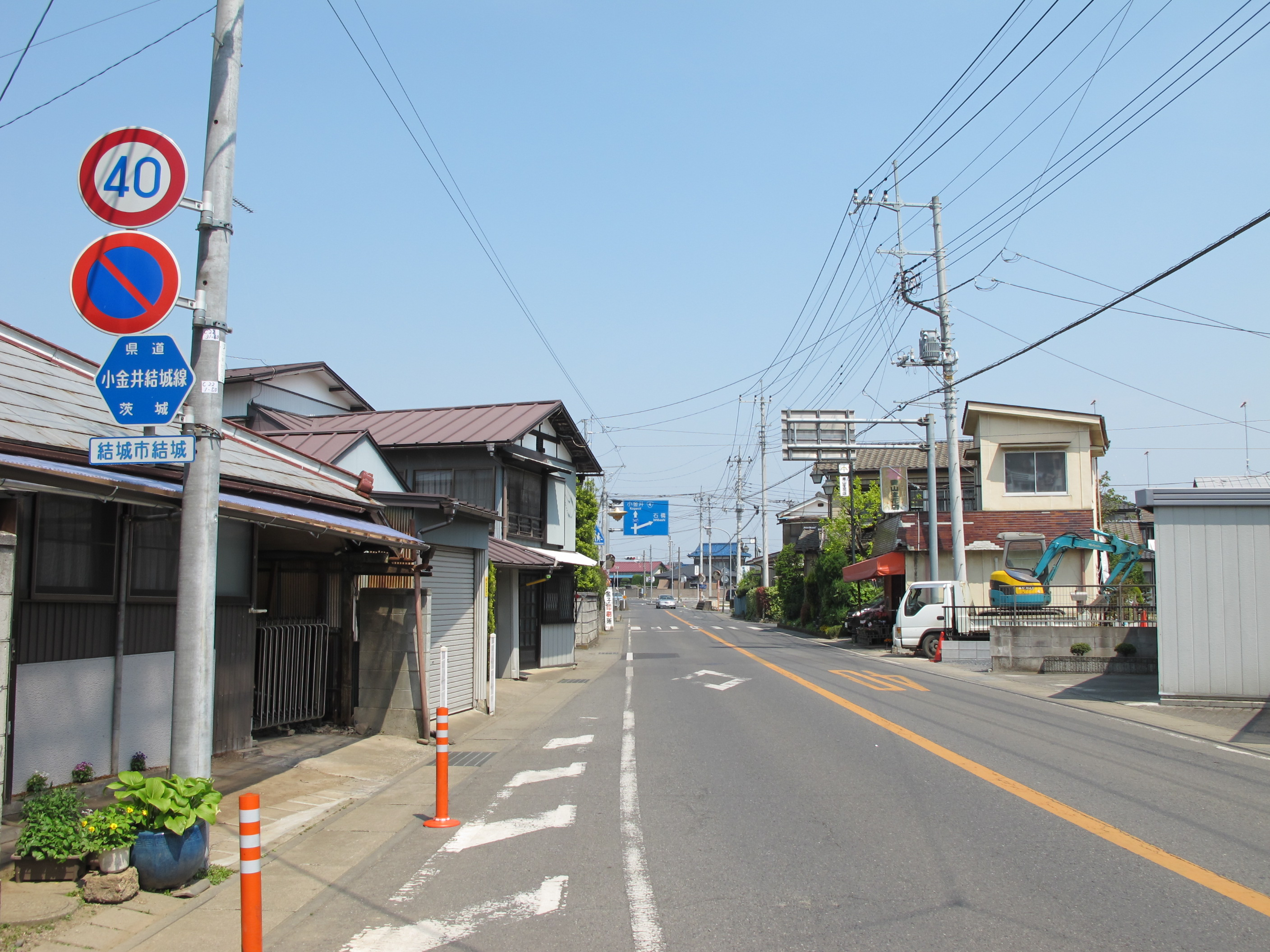
茨城県道147号小金井結城線
結城市結城（2014年4月）

栃木県道・茨城県道147号小金井結城線（とちぎけんどう・いばらきけんどう147ごう こがねいゆうきせん）は、栃木県下野市から茨城県結城市に至る一般県道である。
栃木県小山市鉢形地内の一部区間は、栃木県道214号福良羽川線との重複区間である。

## 概要
- 起点：栃木県下野市柴（栃木県道44号栃木二宮線交点）
- 終点：茨城県結城市結城（茨城県道・栃木県道146号結城石橋線交点）
- 総延長：*.* km（茨城県区間：0.973 km[1]、栃木県区間：*.* km）
- 重用延長：*.* km（茨城県区間：0.034 km[1]、栃木県区間：*.* km）
- 未供用延長：なし（茨城県区間：0.0 km[1]、栃木県区間：*.* km）
- 実延長：6.931 km（茨城県区間：0.939 km[1]、栃木県区間：5.992 km[2]）
- 自動車交通不能区間延長[注釈 1]：*.* km（茨城県区間：0.0 km[1]、栃木県区間：*.* km）

## 歴史
1959年（昭和34年）10月14日、前身となる県道として栃木県下都賀郡国分寺町大字柴を起点とし、茨城県結城市を終点とする区間を本路線とする県道柴結城線として茨城県が県道路線認定した。1974年（昭和49年）に路線認定の一部改正があり、起点が国分寺町大字小金井改められたことに伴い路線名も県道小金井結城線に改められた。
1995年（平成7年）に整理番号147となり現在に至る。

### 年表
- 1959年（昭和34年）10月14日：現在の前身にあたる県道柴結城線（図面対照番号243）を茨城県が路線認定[3]。
- 1974年（昭和49年）4月18日：起点が栃木県下都賀郡国分寺町大字柴から栃木県下都賀郡国分寺町大字小金井に改められたことに伴い、路線を県道柴結城線から現在の路線である県道小金井結城線に改正[4]。
- 1995年（平成7年）3月30日：茨城県区間において、整理番号299から現在の番号（整理番号147）に変更される[5]。

## 通過する自治体
- 栃木県
  - 下野市
  - 小山市
- 茨城県
  - 結城市

## 交差する道路
- 新4号国道（小山石橋バイパス）（鉢形交差点、栃木県小山市鉢形）
- 栃木県道214号福良羽川線（栃木県小山市鉢形 - 北飯田：重複区間）

## 沿線施設
- 小山第二工業団地
- 小山市立萱橋小学校
- 結城市立玉岡幼稚園